# Biegun magnetyczny

Wskazania igły kompasu w pobliżu biegunów magnesu

Biegun magnetyczny – pojęcie używane w dwojakim znaczeniu:
- w geografii, dla określenia miejsca na powierzchni Ziemi, w którym linie pola magnetycznego Ziemi tworzą kąt 90° z powierzchnią;
- w początkowym etapie nauczania fizyki, w celu wyjaśnienia oddziaływania magnesów. Pojęcie to nie jest w fizyce sprecyzowane dokładnie.

## Biegun magnetyczny w fizyce
Najpowszechniej używana jest następująca definicja:
Biegun magnetyczny to miejsce igły magnetycznej, magnesu trwałego lub elektromagnesu, w którym natężenie pola magnetycznego ma największą wartość.
Igła magnetyczna ma dwa bieguny. Umieszczona w stałym polu magnetycznym ustawia się zgodnie z kierunkiem linii pola. W polu magnetycznym Ziemi jest to w przybliżeniu (na większości powierzchni Ziemi) kierunek zgodny z kierunkiem południków. W związku z tym końce igły nazywa się północnym (N) i południowym (S) – północnym jest koniec wskazujący geograficzny kierunek północny, południowym zaś koniec wskazujący geograficzne południe. Nazwy te w oczywisty sposób rozciągnięto na wszelkie magnesy, określając odpowiednio ich bieguny jako północne i południowe.
Analogicznie do prawa elektrostatyki, można sformułować prawo Coulomba dla magnetostatyki, opisujące oddziaływanie dwóch biegunów, jednak między tymi dwiema dziedzinami zachodzi istotna różnica. Wszystkie znane źródła pola magnetycznego posiadają parę biegunów magnetycznych – północny i południowy (dipol magnetyczny). Nie jest możliwe ich fizyczne rozdzielenie; przecięcie magnesu o dwóch biegunach tworzy dwa nowe magnesy, każdy o dwóch biegunach.
Monopol magnetyczny (pojedynczy biegun N lub S) pojawia się jako cząstka w niektórych teoriach fizycznych, jednak nie został on nigdy zaobserwowany.

## Biegun magnetyczny w geografii
Podobnie jak w przypadku ładunków elektrycznych, bieguny magnetyczne jednoimienne odpychają się, a różnoimienne przyciągają. Wynika stąd na pozór paradoksalny wniosek – skoro igła kompasu ustawia się swym biegunem północnym na północ, to w rejonie północnego bieguna geograficznego Ziemi znajduje się południowy biegun "ziemskiego magnesu" (i odwrotnie, koło południowego bieguna geograficznego – magnetyczny "biegun północny").
Aby uniknąć nieporozumień i mieszania pojęć, w geografii i geofizyce nie określa się biegunów ziemskiego pola magnetycznego nazwami fizycznymi, a tylko geograficznymi. Tak więc biegun magnetyczny półkuli północnej nazywa się północnym, a biegun magnetyczny półkuli południowej południowym, mimo że "fizycznie" winny być nazywane akurat odwrotnie.